# 永道射頻技術
英屬開曼群島永道射頻技術股份有限公司（英語：Arizon RFID Technology (Cayman) Co., Ltd.），以下簡稱 Arizon RFID／永道射頻），成立於 2007 年，為台灣永豐餘集團投資，是專業研發及生產 RFID 無線識別電子標籤的公司。
在台北市中正區設有研發及系統產品營業中心，在中國大陸揚州設有兩個生產工廠，並於 2020 年回台再投資設立台北新廠。

## 历史
- 通過從 2000 年開始的研發，為第一家參與 MIT AUTO-ID Center 亞洲公司跟 EPCglobal創始會員。
- 2007年，第一座標籤廠在揚州（中國大陸江蘇省）建成[4]。
- 2011年，通過香港機場航空行李標籤驗證。
- 2012年，公司進入中國大陸茶葉市場，與安寧海灣茶業共同開發防止普洱茶假冒的防偽保證，以RFID標籤粘貼到茶葉包裝主體，另提供專屬APP可了解產品生產歷史，並檢視產品資訊[5]。
- 2016年通過 Fast Retailing 項目及應用驗證，成為 Uniqlo 最大 RFID 標籤設計者及標籤供應商。
- 2020年：成為 Walmart 優質 RFID 標籤供應商。台北新廠落成，為揚州廠以外的第二生產基地。[6]。
- 2022年，取得 AUBURN University ARC Quality Certification 品質認證。永道與7-11 X-Store合作開設店面，店內所有設備都配置RFID標籤[7]。
- 2023年3月21日，該公司於臺灣證券交易所上市[8][9]。

## 產品

RFID 標籤

永道產品包括天線、電子貨架標籤、標籤、固定式讀取器及手持式讀取器等。

## 營業狀況

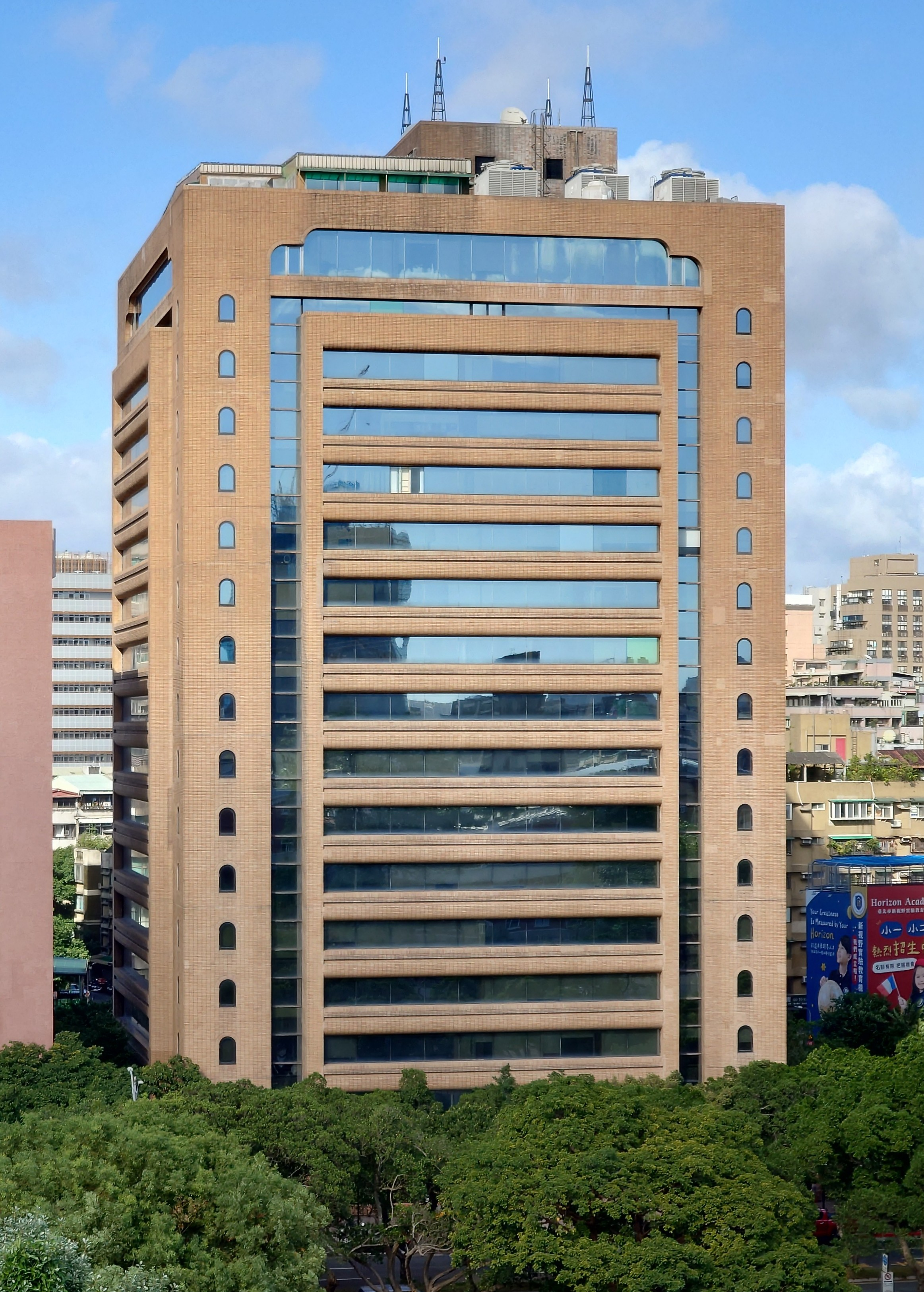
集團總部永豐信誼大樓

永道總部位於台灣台北市中正區。永道兩岸擁有三座工廠，兩座位於江蘇省揚州（中國），一座位於台灣土城；累計至今的出貨量超過130億張標籤，世界總量的25%，為臺灣最大以至全球第二大的RFID標籤供應商。